# Manganpur, Aurad
Manganpur là một làng thuộc tehsil Aurad, huyện Bidar, bang Karnataka, Ấn Độ.